# Трибуховский сельский совет
Трибуховский сельский совет (укр. Трибухівська сільська рада) — входит в состав
Бучачского района
Тернопольской области
Украины.
Административный центр сельского совета находится в 
с. Трибуховцы.

## История
- 1947 — дата образования.

## Населённые пункты совета
- с. Трибуховцы